# Larry Correia
Larry Correia je spisovatel ze Spojených států amerických. Píše zejména v žánru městské fantasy a thrilleru. V češtině od něj vyšly v ostravském nakladatelství Fantom Print knížky z cyklů Lovci monster, Grimnoirské kroniky a Paměti lovce monster. S knihou Okovy války z cyklu Grimnoirské kroniky se mu podařilo dostat do užšího nominačního výběru na cenu Hugo v kategorii novel pro rok 2014, ale získala ji Ann Leckieová za svoji novelu Ancillary Justice.